# Prix de littérature de l'Union européenne
Le Prix de littérature de l'Union européenne (European Union Prize for Literature, EUPL) est un prix littéraire européen créé en 2009. Pensé sur un cycle de trois ans, il récompense chaque année le livre d'un auteur émergent dans un tiers des pays participant au programme « Europe Créative » de l'Union européenne.
Son but est de mettre en lumière la richesse de la création littéraire européenne contemporaine, de promouvoir la circulation des œuvres littéraires en Europe, et de stimuler l’intérêt des lecteurs au-delà de leurs propres frontières nationales et linguistiques.
Chaque année, des jurys nationaux sont mis en place dans les pays sélectionnés pour le prix et désignent chacun leur lauréat. Les livres/auteurs choisis sont ainsi récompensés par le Prix et célébrés lors d'une cérémonie de remise de prix à Bruxelles. Une anthologie comprenant des extraits de chacun des livres récompensés, en version originale et dans une traduction anglaise ou française, est également publiée chaque année.

## Historique
Le Prix de littérature de l'Union européenne s'est tenu pour la première fois en 2009. Le premier cycle de 3 ans a été complété en 2009-2011, le deuxième en 2012-2014, et le troisième en 2015-2017. En 2018, le Prix a célébré ses 10 ans d'existence en organisant un concours de nouvelles ouvert à ses lauréats 2009 à 2017. Le quatrième cycle a été complété en 2019-2021.

## Coordination
Le Prix de littérature de l'Union européenne est financé par le programme-cadre « Europe Créative » de la Commission Européenne qui vise à soutenir les secteurs culturel et audiovisuels. En pratique, le Prix est coordonné par un consortium d'associations comprenant le European Writers' Council (en), la Federation of European Publishers (en), et la European and International Booksellers Federation. Le Consortium EUPL est responsable de la mise en place des jurys nationaux et de l'organisation de la Cérémonie de remise du prix. Il soutient les lauréats dans leur promotion en Europe et à l'international.

## Liste des lauréats

### 2009
- Autriche : Paulus Hochgatterer, Die Suesse des Lebens
- Croatie : Mila Pavićević, Djevojčica od leda i druge bajke
- France : Emmanuelle Pagano, Les Adolescents troglodytes
- Hongrie : Noémi Szécsi (en), Kommunista Monte Cristo
- Irlande : Karen Gillece (en), Longshore Drift
- Italie : Daniele Del Giudice, Orizzonte mobile
- Lituanie : Laura Sintija Cerniauskaité, Kvėpavimas ¡ marmurą
- Norvège : Carl Frode Tiller, Innsirkling
- Pologne : Jacek Dukaj, Lód
- Portugal : Dulce Maria Cardoso, Os Meus Sentimentos
- Slovaquie : Pavol Rankov (en), Stalo sa prvého septembra (alebo inokedy)
- Suède : Helena Henschen (en), I skuggan av ett brott

### 2010
- Allemagne : Iris Hanika, Das Eigentliche
- Belgique : Peter Terrin, De Bewaker
- Chypre : Myrtó Azína Chronídi, To Peirama
- Danemark : Adda Djørup (en), Den mindste modstand
- Espagne : Raquel Martínez-Gómez (en), Sombras de unicornio
- Estonie : Tiit Aleksejev (en), Palveränd
- Finlande : Riku Korhonen, Lääkäriromaani
- Luxembourg : Jean Back (en), Amateur
- Macédoine : Goce Smilevski, Сестрата на Зигмунд Фројд (Zigmunt Freud)
- Roumanie : Răzvan Rădulescu, Teodosie cel Mic
- Slovénie : Nataša Kramberger (en), Nebesa v robidah: roman v zgodbah

### 2011
- Bulgarie : Kalin Terziyski, Има ли кой да ви обича
- République tchèque : Tomáš Zmeškal (en), Milostný dopis klínovým písmem
- Grèce : Kostas Hatziantoniou (en), Agrigento
- Islande : Ófeigur Sigurðsson (en), Jon
- Lettonie : Inga Žolude (en), Mierinājums Ādama kokam
- Liechtenstein : Iren Nigg (en), Man wortet sich die Orte selbst
- Malte : Immanuel Mifsud (en), Fl-Isem tal-Missier (tal-iben)
- Monténégro : Andrej Nikolaidis (en), Sin
- Pays-Bas : Rodaan Al Galidi (en), De autist en de postduif
- Serbie : Jelena Lengold (en), Vašarski Mađioničar
- Turquie : Çiler İlhan, Sürgün
- Royaume-Uni : Adam Foulds (en), The Quickening Maze

### 2012
- Autriche : Anna Kim, Die gefrorene Zeit
- Croatie : Lada Žigo (en), Rulet
- France : Laurence Plazenet, L'Amour seul
- Hongrie : Viktor Horváth (hu), Török Tükör
- Irlande: Kevin Barry, City of Bohane
- Italie : Emanuele Trevi, Qualcosa di Scritto
- Lituanie : Giedra Radvilavičiūtė (en), Siąnakt aš Miegosiu Prie Sienos
- Norvège : Gunstein Bakke (en), Maud og Aud: Ein Roman om Trafikk
- Pologne : Piotr Paziński (en), Pensjonat
- Portugal : Afonso Cruz, A Boneca de Kokoschka
- Slovaquie : Jana Beňová, Cafe Hyena: Plán odprevádzania
- Suède : Sara Mannheimer (en), Handlingen

### 2013
- Allemagne : Marica Bodrožić (en), Kirschholz und alte Gefühle
- Belgique : Isabelle Wéry, Marilyn désossée
- Bosnie-Herzégovine : Faruk Šehić (en), Knjiga o Uni
- Chypre : Emilios Solomou (en), Hμερολóγιο μιας απιστίας
- Danemark : Kristian Bang Foss (en), Døden kører audi
- Espagne : Cristian Crusat (en), Breve teoría del viaje y el desierto
- Estonie : Meelis Friedenthal (en), Mesilased
- Finlande : Katri Lipson (en), Jäätelökauppias
- Luxembourg : Tullio Forgiarini (en), Amok – Eng Lëtzebuerger Liebeschronik
- Macédoine : Lidija Dimkovska, Резервен живот
- Roumanie : Ioana Pârvulescu, Viaţa începe vineri
- Slovénie : Gabriela Babnik (en), Sušna doba

### 2014
- Albanie : Ben Blushi (en), Otello, Arapi i Vlorës
- Bulgarie : Milen Ruskov (en), Възвишение
- République tchèque : Jan Němec (en), Dějiny světla
- Grèce : Makis Tsitas (en), Μάρτυς μου ο Θεός
- Islande : Oddný Eir (en), Jarðnæði
- Lettonie : Janis Jonevs, Jelgava '94
- Liechtenstein : Armin Öhri, Die dunkle Muse
- Malte : Pierre J. Mejlak (en), Dak li l-Lejl Iħallik Tgħid
- Monténégro : Ognjen Spahić, Puna glava radosti
- Pays-Bas : Marente de Moor, De Nederlandse maagd
- Serbie : Uglješa Šajtinac, Sasvim skromni darovi
- Turquie : Birgül Oğuz (en), Hah
- Royaume-Uni : Evie Wyld, All The Birds, Singing

### 2015
- Autriche : Carolina Schutti (en), Einmal muss ich über weiches Gras gelaufen sein
- Croatie : Luka Bekavac (en), Viljevo
- France : Gaëlle Josse, Le Dernier Gardien d’Ellis Island
- Hongrie : Edina Szvoren (en), Nincs, és ne is legyen
- Irlande : Donal Ryan, The Spinning Heart
- Italie : Lorenzo Amurri (en), Apnea
- Lituanie : Undinė Radzevičiūtė (en), Žuvys ir drakonai
- Norvège : Ida Hegazi Høyer (en), Unnskyld
- Pologne : Magdalena Parys, Magik
- Portugal : David Machado (en), Índice Médio de Felicidade
- Slovaquie : Svetlana Žuchová, Obrazy zo života M.
- Suède : Sara Stridsberg, Beckomberga - ode till min familj

### 2016
- Allemagne : Benedict Wells, Vom Ende der Einsamkeit
- Belgique : Christophe Van Gerrewey (en), Op de Hoogte
- Bosnie-Herzégovine : Tanja Stupar-Trifunović (en), Satovi u majčinoj sobi
- Chypre : Antonis Georgiou (en), Ένα Άλπουμ Ιστορίες
- Danemark : Bjørn Rasmussen (en), Huden er det elastiske hylster der omgiver hele legemet
- Espagne : Jesús Carrasco Jaramillo, La tierra que pisamos
- Estonie : Paavo Matsin (en), Gogoli disko
- Finlande : Selja Ahava (en), Taivaalta tippuvat asiat
- Luxembourg : Gast Groeber (en), All Dag verstoppt en aneren
- Macédoine : Nenad Joldeski (en), Секој со своето езеро
- Roumanie : Claudiu M. Florian (en), Vârstele jocului. Strada Cetăţii.
- Slovénie : Jasmin B. Frelih (en), Na/pol

### 2017
- Albanie : Rudi Erebara, Epika e yjeve të mëngjesit
- Bulgarie : Ina Vultchanova (en), Остров Крах
- République tchèque : Bianca Bellová, Jezero
- Grèce : Kallia Papadaki (en), Δενδρίτες
- Islande : Halldóra K. Thoroddsen (en), Tvöfalt gler
- Lettonie : Osvalds Zebris (en), Gaiļu kalna ēnā
- Malte : Walid Nabhan (en), L-Eżodu taċ-Ċikonji
- Monténégro : Aleksandar Bečanović (en), Arcueil
- Pays-Bas : Jamal Ouariachi, Een Honger
- Serbie : Darko Tuševljaković (en), Jaz
- Turquie : Sine Ergün (en), Baştankara
- Royaume-Uni : Sunjeev Sahota (en), The Year of the Runaways

### 2019
- Autriche : Laura Freudenthaler (de), Geistergeschichte
- Finlande : Piia Leino (en), Taivas
- France : Sophie Daull, Au grand lavoir
- Géorgie : Beqa Adamashvili (en), პროლოგი
- Grèce : Nikos Chryssos (en), Καινούργια μέρα
- Hongrie : Réka Mán-Várhegyi (en), Mágneshegy
- Irlande : Jan Carson, The Fire-Starters
- Italie : Giovanni Dozzini, E Baboucar guidava la fila
- Lituanie : Daina Opolskaitė (en), Dienų piramidės
- Pologne : Marta Dzido (en), Frajda (Le Pied)
- Roumanie : Tatiana Țîbuleac, Grădina de sticlă
- Royaume-Uni : Melissa Harrison (en), All among the Barley
- Slovaquie : Ivana Dobrakovová (en), Matky a kamionisti
- Ukraine : Halyna Chyian (en), За спиною

### 2020
- Allemagne : Matthias Nawrat (en), Der traurige Gast
- Belgique : Nathalie Skowronek, La carte des regrets
- Bosnie-Herzégovine : Lana Bastašić (en), Uhvati zeca
- Croatie : Maša Kolanović (en), Poštovani kukci i druge jezive priče
- Chypre : Stavros Christodoulou (en), Τη μέρα που πάγωσε ο ποταμός
- Danemark : Asta Olivia Nordenhof (en), Penge på lommen
- Espagne : Irene Solà Sàez, Canto jo i la muntanya balla
- Estonie : Mudlum (en), Poola poisid
- Kosovo : Shpëtim Selmani (en), Libërthi i dashurisë
- Luxembourg : Francis Kirps (en), Die Mutationen
- Macédoine du Nord : Petar Andonovski (en), Страв од варвари
- Monténégro : Stefan Bošković (en), Ministar
- Norvège : Maria Navarro Skaranger (en), Bok om sorg

### 2021
- Albanie : Tom Kuka (en), Flama
- Arménie : Aram Pachyan (en), P/F
- Bulgarie : Georgi Bardarov (en), Absolvo te
- Islande : Sigrún Pálsdóttir, Delluferðin
- Lettonie : Laura Vinogradova (en), Upe
- Malte : Lara Calleja (en), Kissirtu kullimkien
- Pays-Bas : Gerda Blees (en), Wij zijn licht
- Portugal : Frederico Pedreira (en), A lição do sonâmbulo
- République tchèque : Lucie Faulerová (en), Smrthoka
- Serbie : Dejan Tiago-Stanković (en), Zamalek
- Slovénie : Anja Mugerli (en), Čebelja družina
- Suède : Maxim Grigoriev (en), Europa
- Tunisie : Amine Al Ghozzi (en), زندالي ليلة 14 جانفي 2011

### 2022
- Lauréat[1] :  Géorgie : Iva Pezuashvili (en), Le Bunker de Tbilissi (ბუნკერი) [2]
- Mentions spéciales[1] :
  -  Belgique : Gaea Schoeters, Trofee
  -  Bosnie-Herzégovine : Slađana Nina Perković (en), U Jarku
  -  Irlande : Tadhg Mac Dhonnagáin (en), Madame Lazare
  -  Espagne : Jacobo Bergareche (en), Los días perfectos
  -  Ukraine : Eugenia Kuznetsova, Demande à Miyechka

### 2023
- Lauréat[3] :  Croatie : Martina Vidaić (en), Stjenice
- Mentions spéciales[3] :
  -  Chypre : Hari N. Spanou (en), The Outpost
  -  Estonie : Tõnis Tootsen (en), Ahvide pasteet. Ühe ahvi mälestusi ja mõtteid (Pâté of the Apes: One Primate’s Thoughts and Memories)
  -  Finlande : Iida Rauma, Hävitys (Destruction)
  -  France : Maud Simonnot, L’heure des oiseaux
  -  Kosovo : Ag Apolloni (en), Kësulëkuqja, përrallë për të rritur (Red Riding Hood: Fairytale for Grown Ups)

### 2024
- Lauréat[4] :  Danemark : Theis Ørntoft (en), Jordisk
- Mentions spéciales[4] :
  -  Bulgarie : Todor Todorov, Хагабула
  -  Allemagne : Deniz Utlu (en), Vaters Meer
  -  Islande : María Elísabet Bragadóttir, Sápufuglinn
  -  Pays-Bas : Sholeh Rezazadeh (en), Ik ken een berg die op me wacht
  -  Slovénie : Tina Vrščaj (sl), Na klancu

### 2025
- Lauréate :  Italie : Nicoletta Verna (it), I giorni di vetro[5]
- Mentions spéciales[5] :
  -  Irlande : Sheila Armstrong, Living Animals
  -  Belgique : Philippe Marczewski, Quand Cécile

## Traductions
Le Prix de littérature de l'Union européenne encourage la circulation transnationale de la littérature. La liste non exhaustive ci-dessous présente quelques uns des livres récompensés par le Prix qui sont disponibles en traduction française :
- Tiit Aleksejev (en), Le Pèlerinage, Intervalles, 2018
- Gabriela Babnik (en), La Saison sèche, Slovene Writers' Association, 2017
- Kevin Barry, Bohane, sombre cité, Actes Sud, 2015
- Lana Bastašić (en), Attraper le lapin, Gaïa, 2022
- Aleksandar Bečanović (en), Arcueil, Éditions Do, 2019
- Jana Beňová, Café Hyène : Un plan d'accompagnement, Le Ver à Soie, 2015
- Dulce Maria Cardoso, Les Anges, Violeta, L'Esprit des Péninsules, 2006
- Jan Carson, Les Lanceurs de feu, Sabine Wespieser éditeur, 2021
- Jesús Carrasco Jaramillo, La Terre que nous foulons, Robert Laffont, 2017
- Daniele Del Giudice, Horizon mobile, Seuil, 2010
- Giovanni Dozzini, Et Baboucar marchait devant, Actes Sud, 2022
- Adam Foulds (en), Le Labyrinthe d'une vie, Piranha, 2017
- Kristian Bang Foss (en), La Mort roule en Audi, NiL éditions, 2015
- Paulus Hochgatterer, La Douceur de la vie, Quidam Éditeur, 2012
- Çiler İlhan, L'Exil, Galaade Édition, 2016
- David Machado (en), Indice de bonheur moyen, Éditions de l'Aube, 2017
- Magdalena Parys, Le Magicien, Agullo, 2019
- Ioana Pârvulescu, La Vie commence vendredi, Seuil, 2016
- Piotr Paziński (en), Pension de famille, Gallimard, 2016
- Răzvan Rădulescu, Théodose le Petit, Zulma, 2016
- Pavol Rankov (en), C'est arrivé un premier septembre, Gaïa, 2019
- Donal Ryan, Le Cœur qui tourne, Albin Michel, 2015
- Carolina Schutti (en), Un jour j'ai dû marcher dans l'herbe tendre, Le Ver à Soie, 2018
- Goce Smilevski, La Liste de Freud, Belfond, 2013
- Ognjen Spahić, La Tête pleine de joies, Gaïa Éditions, 2016
- Sara Stridsberg, Beckomberga : Ode à ma famille, Gallimard, 2016
- Peter Terrin, Le Gardien, Gallimard, 2013
- Tatiana Țîbuleac, Le Jardin de verre, Des Syrtes, 2020
- Carl Frode Tiller, Encerclement, Stock, 2010
- Emanuele Trevi, Quelque chose d'écrit, Actes Sud, 2013
- Benedict Wells, La Fin de la solitude, Slatkine & Cie, 2017
- Evie Wyld, Tous les oiseaux du ciel, Actes Sud, 2014
- Svetlana Žuchová, Scènes de la vie de M., Le Ver à Soie, 2019